# Runenstein von Styrstad

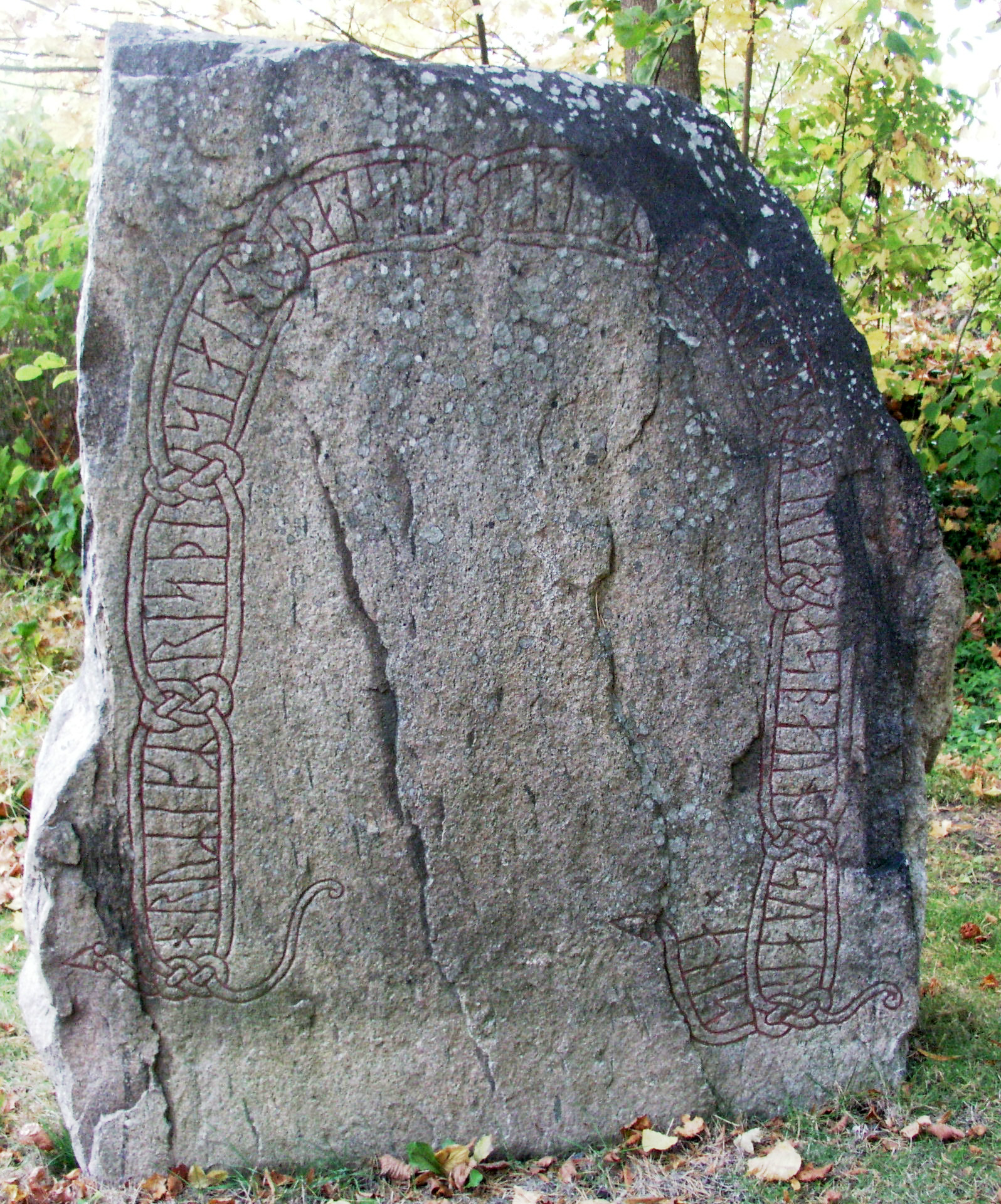
Runenstein Ög 153

Der Runenstein von Styrstad  (Ög 153) steht an der Friedhofsmauer der Styrstads kyrka, südöstlich von Norrköping in Östergötland in Schweden. Unmittelbar daneben steht der fragmentarisch erhaltene Runenstein Ög 154. Ursprünglich waren die stilistisch höchst unterschiedlichen Runensteine übereinander in der Friedhofsmauer eingebaut.
Die randständige Ritzung von Ög 153 in einem ungewöhnlich verschlungenen Schlangenband ist die einzige derartige Verzierung eines wikingerzeitlichen Steins und stammt von einem unbekannten Runenmeister. Das Schriftband besteht aus zwei schmalen Schlangen, die in Knoten (schwedisch knutrunar) die Seiten wechselnd Medaillons bilden, in denen die Inschrift steht.
Der Text lautet:
hruRikR risþi stain þansa aftiR fruþa auk asbaun suau sina ×
HrøRikR ræisþi stæin þennsa æftiR Froða ok Asbiorn, sunu sina.
Hrœríkr reisti stein þenna eptir Fróða ok Ásbjôrn, sonu sína.
„Hrœríkr errichtete diesen Stein zur Erinnerung an seine Söhne Fróði and Ásbjôrn.“